# Revo Uninstaller
Revo Uninstaller — программа с закрытым кодом для замены стандартного апплета «Установка и удаление программ» операционных систем семейства Windows. Revo Uninstaller выпускается в двух вариантах — Free и Pro. В функциональность программы, помимо деинсталлятора, также входят: диспетчер автозагрузки, очистка ненужных файлов, очистка браузеров, очистка Microsoft Office, очистка Windows и удаление данных и файлов. Пользователи и тематические сайты выделяют функцию глубокого анализа и удаления оставшихся следов программы, как уникальную, поэтому Revo Uninstaller считается одной из лучших программ в своем сегменте.

## Состав программы

### Деинсталлятор программ
Деинсталлятор делится на два раздела: «Все программы» и «Отслеженные программы»

#### Все программы
Показывает все установленные программы и компоненты (отображение системных обновлений и компонентов системы возможно добавить в настройках программы). Делится на две группы: «Новые программы» и «Остальные программы». По умолчанию новыми считаются программы, установленные за последние 7 дней. В настройках можно либо поменять количество дней, либо поставить отображение новых программ со времени последнего запуска Revo Uninstaller. Есть возможность добавления своих групп. Используя режим таблицы или контекстное меню, можно получить дополнительную информацию (ссылки и свойства установленных программ).

#### Отслеженные программы
Показывает программы, установку которых отследили с помощью Revo Uninstaller.

### Диспетчер автозагрузки
Позволяет включать и отключать автоматический запуск программ при загрузке Windows и получать более подробную информацию о приложениях (путь автозапуска, описание, сведения о разработчике, состояние (запущена или нет) и размещение команды автозапуска).

### Очистка ненужных файлов
Поиск и удаление временных и ненужных файлов различного типа.

### Инструменты Windows
Быстрый доступ к 12 инструментам Windows:
- Восстановление системы
- Сетевая информация
- Центр обеспечения безопасности Windows
- Свойства системы
- Просмотр активных подключений TCP
- Экранная клавиатура
- Дефрагментация диска
- Службы Windows
- Общие папки
- Компоненты Windows
- Средство удаления вредоносных программ Microsoft Windows

### Очистка браузеров
Очищает историю посещённых страниц, загруженных файлов и введённые данные форм, удаляет временные файлы интернета и cookies. Поддерживает браузеры: Internet Explorer, Mozilla Firefox, Google Chrome, Opera и Netscape Navigator.

### Очистка Microsoft Office
Очищает историю последних открытых документов в Microsoft Word, Excel, Access, PowerPoint и FrontPage.

### Очистка Windows
Очищает в реестре историю поиска файлов, последних документов, команды «Выполнить» в меню «Пуск», последних файлов в Microsoft Paint и WordPad, последнего открытого раздела в редакторе реестра, историю диалоговых окон открытия и сохранения файлов, последних открытых папок в общих диалоговых окнах и журналы главного меню.
На жёстком диске удаляет временные файлы Windows, файлы дампа памяти, фрагменты восстановленных Check Disk-файлов, очищает буфер обмена и корзину.

### Удаление данных
Безвозвратно стирает удалённые файлы и папки.

### Безвозвратное удаление данных
Позволяет безвозвратно удалить файлы и папки.